# Głuszyca
Głuszyca este un oraș în Polonia.